# BBL All-Star Game
Der BBL All-Star Day ist eine normalerweise alljährlich von der Basketball-Bundesliga (BBL) zur Saisonmitte ausgetragene Veranstaltung, in deren Rahmen nach Vorbild des NBA All-Star Weekends ein All-Star-Game, ein Slam Dunk Contest sowie ein Three-Point Shootout stattfinden. Anschließend wird der wertvollste Spieler des All-Star Games mit dem All-Star Game Most Valuable Player Award geehrt. Das erste All-Star Game wurde anlässlich des 50-jährigen Jubiläums des Basketballverbands Baden-Württemberg im Dezember 1987 veranstaltet.
Der All-Star Day wurde zuletzt im Jahr 2019 veranstaltet, danach wurde dieser aus unterschiedlichen Gründen nicht mehr durchgeführt.

## All-Star Games
Seit der Saison 2011/12 tritt im Rahmen des BBL All-Star Games, wie zuvor zwischen 1995/96 und 1997/98, eine deutsche gegen eine internationale Auswahlmannschaft an, deren Mitglieder im Vorfeld mittels Zuschauerabstimmung bestimmt werden. Bei den übrigen Auflagen trafen jeweils Auswahlteams des Nordens und Südens aufeinander.
| Datum          | Ort                                                                                 | Halle                                                                               | Zuschauer                                                                           | Nat. – Int.                                                                         | Anmerkung                                                                           | All-Star Game MVP                                                                   | Sieger Dunk Contest                                                                 | Sieger Dreierwettbewerb                                                             |
| -------------- | ----------------------------------------------------------------------------------- | ----------------------------------------------------------------------------------- | ----------------------------------------------------------------------------------- | ----------------------------------------------------------------------------------- | ----------------------------------------------------------------------------------- | ----------------------------------------------------------------------------------- | ----------------------------------------------------------------------------------- | ----------------------------------------------------------------------------------- |
| Saison 2024/25 | Es wurde kein All-Star Day bzw. Game durchgeführt                                   | Es wurde kein All-Star Day bzw. Game durchgeführt                                   | Es wurde kein All-Star Day bzw. Game durchgeführt                                   | Es wurde kein All-Star Day bzw. Game durchgeführt                                   | Es wurde kein All-Star Day bzw. Game durchgeführt                                   | Es wurde kein All-Star Day bzw. Game durchgeführt                                   | Es wurde kein All-Star Day bzw. Game durchgeführt                                   | Es wurde kein All-Star Day bzw. Game durchgeführt                                   |
| Saison 2023/24 | Aufgrund von Terminproblemen wurde kein All-Star Day bzw. Game durchgeführt         | Aufgrund von Terminproblemen wurde kein All-Star Day bzw. Game durchgeführt         | Aufgrund von Terminproblemen wurde kein All-Star Day bzw. Game durchgeführt         | Aufgrund von Terminproblemen wurde kein All-Star Day bzw. Game durchgeführt         | Aufgrund von Terminproblemen wurde kein All-Star Day bzw. Game durchgeführt         | Aufgrund von Terminproblemen wurde kein All-Star Day bzw. Game durchgeführt         | Aufgrund von Terminproblemen wurde kein All-Star Day bzw. Game durchgeführt         | Aufgrund von Terminproblemen wurde kein All-Star Day bzw. Game durchgeführt         |
| Saison 2022/23 | Unbekannt                                                                           | Unbekannt                                                                           | Unbekannt                                                                           | Unbekannt                                                                           | Unbekannt                                                                           | Unbekannt                                                                           | Unbekannt                                                                           | Unbekannt                                                                           |
| Saison 2021/22 | Aufgrund der COVID-19-Pandemie wurde das All-Star Game in digitaler Form abgehalten | Aufgrund der COVID-19-Pandemie wurde das All-Star Game in digitaler Form abgehalten | Aufgrund der COVID-19-Pandemie wurde das All-Star Game in digitaler Form abgehalten | Aufgrund der COVID-19-Pandemie wurde das All-Star Game in digitaler Form abgehalten | Aufgrund der COVID-19-Pandemie wurde das All-Star Game in digitaler Form abgehalten | Aufgrund der COVID-19-Pandemie wurde das All-Star Game in digitaler Form abgehalten | Aufgrund der COVID-19-Pandemie wurde das All-Star Game in digitaler Form abgehalten | Aufgrund der COVID-19-Pandemie wurde das All-Star Game in digitaler Form abgehalten |
| Saison 2020/21 | aufgrund der COVID-19-Pandemie wurde das All-Star Game abgesagt                     | aufgrund der COVID-19-Pandemie wurde das All-Star Game abgesagt                     | aufgrund der COVID-19-Pandemie wurde das All-Star Game abgesagt                     | aufgrund der COVID-19-Pandemie wurde das All-Star Game abgesagt                     | aufgrund der COVID-19-Pandemie wurde das All-Star Game abgesagt                     | aufgrund der COVID-19-Pandemie wurde das All-Star Game abgesagt                     | aufgrund der COVID-19-Pandemie wurde das All-Star Game abgesagt                     | aufgrund der COVID-19-Pandemie wurde das All-Star Game abgesagt                     |
| Saison 2019/20 | aufgrund von Terminproblemen bei der Ansetzung wurde das All-Star Game abgesagt     | aufgrund von Terminproblemen bei der Ansetzung wurde das All-Star Game abgesagt     | aufgrund von Terminproblemen bei der Ansetzung wurde das All-Star Game abgesagt     | aufgrund von Terminproblemen bei der Ansetzung wurde das All-Star Game abgesagt     | aufgrund von Terminproblemen bei der Ansetzung wurde das All-Star Game abgesagt     | aufgrund von Terminproblemen bei der Ansetzung wurde das All-Star Game abgesagt     | aufgrund von Terminproblemen bei der Ansetzung wurde das All-Star Game abgesagt     | aufgrund von Terminproblemen bei der Ansetzung wurde das All-Star Game abgesagt     |
| 23.03.2019     | Trier                                                                               | Arena Trier                                                                         | 4.600                                                                               | 151 : 148                                                                           | Dreierschießen                                                                      | İsmet Akpınar                                                                       | Austin Hollins                                                                      | Per Günther                                                                         |
| 13.01.2018     | Göttingen                                                                           | Lokhalle Göttingen                                                                  | 3.300                                                                               | 132 : 145                                                                           |                                                                                     | Peyton Siva                                                                         | Jamar Abrams                                                                        | Maodo Lô                                                                            |
| 14.01.2017     | Bonn                                                                                | Telekom Dome                                                                        | 6.000                                                                               | 99 : 102                                                                            |                                                                                     | Philipp Schwethelm                                                                  | Brian Butler (ProB)                                                                 | Ryan Thompson                                                                       |
| 09.01.2016     | Bamberg                                                                             | Brose Arena                                                                         | 6.300                                                                               | 128 : 118                                                                           |                                                                                     | Per Günther                                                                         | Garlon Green                                                                        | Per Günther                                                                         |
| 10.01.2015     | Neu-Ulm                                                                             | ratiopharm Arena                                                                    | 6.000                                                                               | 101 : 110                                                                           |                                                                                     | Brad Wanamaker                                                                      | Will Clyburn                                                                        | David Brembly                                                                       |
| 18.01.2014     | Bonn                                                                                | Telekom Dome                                                                        | 6.000                                                                               | 116 : 121                                                                           |                                                                                     | Isaiah Swann                                                                        | Rafal Lipinski (Amateur)                                                            | Calvin Harris                                                                       |
| 19.01.2013     | Nürnberg                                                                            | Arena Nürnberg                                                                      | 7.413                                                                               | 95 : 113                                                                            |                                                                                     | John Bryant                                                                         | Justin Darlington (Amateur)                                                         | Demond Mallet                                                                       |
| 21.01.2012     | Ludwigsburg                                                                         | Arena Ludwigsburg                                                                   | 4.150                                                                               | 84 : 89                                                                             |                                                                                     | John Bryant                                                                         | Salu Benjamin Tadi (Amateur)                                                        | Donatas Zavackas                                                                    |
| Datum          | Ort                                                                                 | Halle                                                                               | Zuschauer                                                                           | Nord – Süd                                                                          |                                                                                     | MVP                                                                                 | Sieger Dunk Contest                                                                 | Sieger Dreierwettbewerb                                                             |
| 22.01.2011     | Trier                                                                               | Arena Trier                                                                         | 5.738                                                                               | 114 : 103                                                                           |                                                                                     | Kyle Hines                                                                          | Salu Benjamin Tadi (Amateur)                                                        | Jacob Burtschi                                                                      |
| 23.01.2010     | Bonn                                                                                | Telekom Dome                                                                        | 6.000                                                                               | 92 : 102                                                                            |                                                                                     | Chris Ensminger                                                                     | Jamal Shuler                                                                        | Taylor Rochestie                                                                    |
| 17.01.2009     | Mannheim                                                                            | SAP-Arena                                                                           | 7.711                                                                               | 98 : 97                                                                             |                                                                                     | Darren Fenn                                                                         | Keith Simmons                                                                       | Osvaldo Jeanty                                                                      |
| 19.01.2008     | Mannheim                                                                            | SAP-Arena                                                                           | 9.404                                                                               | 104 : 88                                                                            |                                                                                     | Julius Jenkins                                                                      | Ray Nixon                                                                           | Ernest Joseph Gallup                                                                |
| 27.01.2007     | Köln                                                                                | Kölnarena                                                                           | 13.412                                                                              | 112 : 98                                                                            |                                                                                     | Demond Mallet                                                                       | Jared Newson                                                                        | Nick Jacobson                                                                       |
| 28.01.2006     | Köln                                                                                | Kölnarena                                                                           | 15.172                                                                              | 157 : 154                                                                           | 3OT                                                                                 | Brian Brown                                                                         | Mico Ilic (Amateur)                                                                 | Mike Penberthy                                                                      |
| 15.01.2005     | Köln                                                                                | Kölnarena                                                                           | 12.115                                                                              | 103 : 110                                                                           |                                                                                     | Denis Wucherer                                                                      | Sascha Szymczak (Amateur)                                                           | Vilius Gabsys                                                                       |
| 31.01.2004     | Köln                                                                                | Kölnarena                                                                           | 16.132                                                                              | 114 : 105                                                                           |                                                                                     | Rimantas Kaukėnas                                                                   | Sascha Szymczak (Amateur)                                                           | Jaison Maile                                                                        |
| 04.01.2003     | Köln                                                                                | Kölnarena                                                                           | 17.105                                                                              | 112 : 105                                                                           |                                                                                     | Carl Brown                                                                          | Manfred Weber (Amateur)                                                             | Ümit Ergün (Amateur)                                                                |
| 05.01.2002     | Berlin                                                                              | Max-Schmeling-Halle                                                                 | 8.500                                                                               | 112 : 102                                                                           |                                                                                     | Reggie Bassette                                                                     | Stipo Papic                                                                         | Alexander Hartung (Amateur)                                                         |
| 17.02.2001     | Berlin                                                                              | Max-Schmeling-Halle                                                                 | 8.500                                                                               | 112 : 109                                                                           |                                                                                     | John Best                                                                           | Mark Miller                                                                         | Mike Hansen                                                                         |
| 19.12.1999     | Bielefeld                                                                           | Seidensticker Halle                                                                 | 6.000                                                                               | 141 : 131                                                                           |                                                                                     | Olumide Oyedeji                                                                     | Olumide Oyedeji                                                                     | Gary Collier                                                                        |
| 03.10.1998     | Köln                                                                                | Kölnarena                                                                           | 6.104                                                                               | 126 : 132                                                                           |                                                                                     | Wendell Alexis                                                                      | Olumide Oyedeji                                                                     | Derrick Taylor                                                                      |
| Saison         | Ort                                                                                 | Halle                                                                               | Zuschauer                                                                           | Nat. – Int.                                                                         |                                                                                     | MVP                                                                                 | Sieger Dunk Contest                                                                 | Sieger Dreierwettbewerb                                                             |
| 1997/98        | Oberhausen                                                                          | Arena Oberhausen                                                                    | 4.000                                                                               | 126 : 140                                                                           |                                                                                     | Wendell Alexis                                                                      | Dennis Woodall                                                                      | Keith Gatlin                                                                        |
| 1996/97        | Bonn                                                                                | Hardtberghalle                                                                      | ?                                                                                   | 163 : 165                                                                           | OT                                                                                  | Siniša Kelečević                                                                    | Calvin Talford                                                                      | Casey Schmidt                                                                       |
| Saison         | Ort                                                                                 | Halle                                                                               | Zuschauer                                                                           | Nord – Süd                                                                          |                                                                                     | MVP                                                                                 |                                                                                     |                                                                                     |
| 1995/96        | Karlsruhe                                                                           | Europahalle                                                                         | 4.000                                                                               | 109 : 93                                                                            |                                                                                     | Teoman Alibegović                                                                   | Jens-Uwe Gordon                                                                     | Michael Koch                                                                        |
| 1994/95        | Karlsruhe                                                                           | Europahalle                                                                         | 4.200                                                                               | 122 : 132                                                                           |                                                                                     |                                                                                     | Jens-Uwe Gordon                                                                     | Mark Montgomery                                                                     |
| 1993/94        | Karlsruhe                                                                           | Europahalle                                                                         | ?                                                                                   | 96 : 93                                                                             |                                                                                     |                                                                                     | James Marsh                                                                         | Michael Koch                                                                        |
| 1992/93        | Karlsruhe                                                                           | Europahalle                                                                         | ?                                                                                   | 141 : 120                                                                           |                                                                                     |                                                                                     | Henning Harnisch                                                                    | Kai Nürnberger                                                                      |
| 1991/92        | Karlsruhe                                                                           | Europahalle                                                                         | ?                                                                                   | 154 : 147                                                                           |                                                                                     |                                                                                     | Mike Knoerr                                                                         | Rimas Kurtinaitis                                                                   |
| 1990/91        | Karlsruhe                                                                           | Europahalle                                                                         | ?                                                                                   | 162 : 153                                                                           |                                                                                     |                                                                                     | Henning Harnisch                                                                    | Clinton Wheeler                                                                     |
| 1989/90        | Hagen                                                                               | Ischelandhalle                                                                      | ?                                                                                   | 150 : 145                                                                           |                                                                                     |                                                                                     | Kevin Florent                                                                       | Clinton Wheeler                                                                     |
| 1988/89        | aufgrund von Terminproblemen bei der Ansetzung wurde das All-Star Game abgesagt     | aufgrund von Terminproblemen bei der Ansetzung wurde das All-Star Game abgesagt     | aufgrund von Terminproblemen bei der Ansetzung wurde das All-Star Game abgesagt     | aufgrund von Terminproblemen bei der Ansetzung wurde das All-Star Game abgesagt     | aufgrund von Terminproblemen bei der Ansetzung wurde das All-Star Game abgesagt     | aufgrund von Terminproblemen bei der Ansetzung wurde das All-Star Game abgesagt     | aufgrund von Terminproblemen bei der Ansetzung wurde das All-Star Game abgesagt     | aufgrund von Terminproblemen bei der Ansetzung wurde das All-Star Game abgesagt     |
| 1987/88        | Ludwigsburg                                                                         | Rundsporthalle Ludwigsburg                                                          | ?                                                                                   | 179 : 151                                                                           |                                                                                     |                                                                                     | John Devereaux                                                                      | ?                                                                                   |